# Gymnocypris eckloni
Gymnocypris eckloni és una espècie de peix cipriniforme de la família dels ciprínids que es troba al Tibet.